# Jonas Dahl
Pour les articles homonymes, voir Dahl.
Jonas Dahl, né le 26 février 1978 à Randers (Danemark), est un homme politique danois, membre du Parti populaire socialiste (SF). Il est ministre de la Fiscalité entre 2013 et 2014.

## Biographie
Jonas Dahl est diplômé en 2007 en histoire et en sciences sociales à l'université d'Aarhus.
Engagé au sein du Parti populaire socialiste, il est élu au conseil régional du Jutland central lors des élections régionales de 2005.
Il est élu député au Folketing lors des élections législatives anticipées du 13 novembre 2007, et quitte alors son mandat au conseil régional. Il est réélu pour un second mandat lors des élections de 2011. Il devient après le scrutin le porte-parole de son groupe parlementaire pour les finances.
En mars 2013, il devient le porte-parole politique de son groupe parlementaire après que son prédecesseur Jesper Petersen ait quitté le parti pour rejoindre les sociaux-démocrates.
Le 12 décembre 2013, il devient ministre de la Fiscalité dans le gouvernement de Helle Thorning-Schmidt à l'occasion d'un remaniement ministériel. Le 30 janvier 2014, le Parti populaire socialiste quitte le gouvernement pour protester contre la décision de vendre une partie de l'entreprise publique d'énergie DONG Energy à la banque d'investissement américaine Goldman Sachs.
Quelques semaines après son départ du gouvernement, il devient président du groupe parlementaire du Parti populaire socialiste après le renouvellement de la direction du mouvement.
Il est réélu pour un troisième mandat au Folketing lors des élections législatives de 2015. Il conserve alors la présidence du groupe parlementaire de son parti, dont il est également le porte-parole pour les questions de finances, de santé et de personnes âgées.
En mai 2016, il annonce son départ du Folketing pour devenir directeur de l'hôpital régional de Randers. Il quitte formellement son mandat parlementaire le 7 août.
En juin 2023, il devient le directeur général par intérim de la région du Jutland central.